# Masters of Curling
Masters of Curling – kobiecy i męski turniej curlingowy zaliczany do cyklu Wielkiego Szlema.
Turniej w obecnej formie powstał z połączenia męskiego turnieju World Cup of Curling i kobiecego Sun Life Classic. World Cup of Curling był już wcześniej turniejem wielkoszlemowym, od powstania w 2002 do 2008 nosił nazwę Masters of Curling. Istniały również męskie zawody Sun Life Classic, które organizowano w latach 2005-2011.

## Masters of Curling - kobiety
| Rok  | Miasto     | Liczba drużyn | Zwycięzca                                                              | Finalista                                                                 |
| ---- | ---------- | ------------- | ---------------------------------------------------------------------- | ------------------------------------------------------------------------- |
| 2012 | Brantford  | 32            | Rachel Homan, Emma Miskew, Alison Kreviazuk, Lisa Weagle               | Chelsea Carey, Kristy McDonald, Kristen Foster, Lindsay Titheridge        |
| 2013 | Abbotsford | 15            | Rachel Homan, Emma Miskew, Alison Kreviazuk, Lisa Weagle               | Eve Muirhead, Anna Sloan, Vicki Adams, Claire Hamilton                    |
| 2014 | Selkirk    | 15            | Valerie Sweeting, Cathy Overton-Clapham, Dana Ferguson, Rachelle Brown | Maria Prytz, Christina Bertrup, Maria Wennerström, Margaretha Sigfridsson |

## Masters of Curling/World Cup of Curling - mężczyźni
| Rok              | Miasto           | Liczba drużyn | Zwycięzca                                                 | Finalista                                                    |
| ---------------- | ---------------- | ------------- | --------------------------------------------------------- | ------------------------------------------------------------ |
| 2002             | Gander           | 24            | Bruce Korte, Darrell McKee, Roger Korte, Rory Golanowski  | Jeff Stoughton, Jon Mead, Garry Vandenberghe, Doug Armstrong |
| 2003 (2002/2003) | Greater Sudbury  | 16            | Kevin Martin, Don Walchuk, Carter Rycroft, Don Bartlett   | Vic Peters, Mark Olson, Chris Neufeld, Steve Gould           |
| 2003 (2003/2004) | Greater Sudbury  | 16            | Wayne Middaugh, Graeme McCarrel, Joe Frans, Scott Bailey  | Jeff Stoughton, Jon Mead, Garry Vandenberghe, Steve Gould    |
| 2004             | Humboldt         | 16            | Jeff Stoughton, Jon Mead, Garry Vandenberghe, Steve Gould | Pat Simmons, Jeff Sharp, Chris Haichert, Ben Hebert          |
| 2006 (2005/2006) | St. John’s       | 16            | David Nedohin, Randy Ferbey, Scott Pfeifer, Marcel Rocque | Kevin Martin, Don Walchuk, Carter Rycroft, Don Bartlett      |
| 2006 (2006/2007) | Waterloo         | 18            | Glenn Howard, Richard Hart, Brent Laing, Craig Savill     | David Nedohin, Randy Ferbey, Scott Pfeifer, Marcel Rocque    |
| 2008 (2007/2008) | Saskatoon        | 16            | Glenn Howard, Richard Hart, Brent Laing, Craig Savill     | Blake MacDonald, Kevin Koe, Carter Rycroft, Nolan Thiessen   |
| 2008 (2008/2009) | Waterloo         | 18            | Glenn Howard, Richard Hart, Brent Laing, Craig Savill     | Blake MacDonald, Kevin Koe, Carter Rycroft, Nolan Thiessen   |
| 2009             | Mississauga      | 14            | Glenn Howard, Richard Hart, Brent Laing, Craig Savill     | Kevin Koe, Blake MacDonald, Carter Rycroft, Nolan Thiessen   |
| 2010             | Windsor          | 18            | Mike McEwen, B.J. Neufeld, Matt Wozniak, Denni Neufeld    | Jeff Stoughton, Jon Mead, Reid Carruthers, Steve Gould       |
| 2011             | Sault Ste. Marie | 18            | Glenn Howard, Wayne Middaugh, Brent Laing, Craig Savill   | John Epping, Scott Bailey, Scott Howard, David Mathers       |
| 2012             | Brantford        | 32            | Kevin Koe, Pat Simmons, Carter Rycroft, Nolan Thiessen    | Jim Cotter, Jason Gunnlaugson, Tyrel Griffith, Rick Sawatsky |
| 2013             | Abbotsford       | 15            | Glenn Howard, Wayne Middaugh, Brent Laing, Craig Savill   | Kevin Martin, David Nedohin, Marc Kennedy, Ben Hebert        |
| 2014             | Selkirk          | 15            | Brad Gushue, Mark Nichols, Brett Gallant, Geoff Walker    | Mike McEwen, B.J. Neufeld, Matt Wozniak, Denni Neufeld       |

## Klasyfikacja - mężczyźni
| Drużyna                     | QF | SF1 | F | W |
| --------------------------- | -- | --- | - | - |
| Glenn Howard                | 1  | 3   |   | 6 |
| Jeff Stoughton              | 4  | 2   | 3 | 1 |
| Kevin Koe                   | 5  |     | 3 | 1 |
| Kevin Martin                | 6  | 4   | 2 | 1 |
| Randy Ferbey                | 3  |     | 1 | 1 |
| Mike McEwen                 | 2  |     | 1 | 1 |
| Wayne Middaugh              | 2  | 3   |   | 1 |
| Brad Gushue                 | 2  | 2   |   | 1 |
| Bruce Korte                 |    | 1   |   | 1 |
| John Epping                 |    | 1   | 1 |   |
| Vic Peters                  | 2  |     | 1 |   |
| Pat Simmons                 | 2  |     | 1 |   |
| Jim Cotter                  |    |     | 1 |   |
| Kevin Park                  | 1  | 2   |   |   |
| Kerry Burtnyk               | 3  | 1   |   |   |
| Niklas Edin                 | 3  | 1   |   |   |
| Brad Jacobs                 | 1  | 1   |   |   |
| Steve Laycock               | 1  | 1   |   |   |
| Shawn Adams                 |    | 1   |   |   |
| John Base                   |    | 1   |   |   |
| Mark Dacey                  |    | 1   |   |   |
| Rob Fowler                  |    | 1   |   |   |
| Liu Rui                     |    | 1   |   |   |
| Thomas Ulsrud               |    | 1   |   |   |
| Dave Boehmer                | 2  |     |   |   |
| John Morris                 | 2  |     |   |   |
| Mark Bice jako Team Balsdon | 1  |     |   |   |
| Reid Carruthers             | 1  |     |   |   |
| Pierre Charette             | 1  |     |   |   |
| Glenn Despins               | 1  |     |   |   |
| Martin Ferland              | 1  |     |   |   |
| Guy Hemmings                | 1  |     |   |   |
| Joel Jordison               | 1  |     |   |   |
| Andreas Kapp                | 1  |     |   |   |
| Allan Lyburn                | 1  |     |   |   |
| Sven Michel                 | 1  |     |   |   |
| David Murdoch               | 1  |     |   |   |
| Ulrik Schmidt               | 1  |     |   |   |
| Rasmus Stjerne              | 1  |     |   |   |
| Don Walchuk                 | 1  |     |   |   |

1 - Nie uwzględnia meczu o 3. miejsce w 2003

## Nazwa turnieju
- KIA Masters of Curling: 2002
- M & M Meat Shops Masters of Curling: 2003–2004
- Masters of Curling: luty 2006
- Home Hardware Masters of Curling: grudzień 2006-styczeń 2008
- Masters of Curling: listopad 2008
- Grey Power World Cup of Curling: 2009, 2010
- GP Car & Home World Cup of Curling: 2011
- Masters of Curling: od 2012

### Sun Life Classic
- Grandview Chain and Cable Cashspiel: 2005
- Tim Hortons Invitational Classic: 2006
- McDonalds Invitational: mężczyźni 2007
- Sun Life Invitational: kobiety 2007
- SunLife Financial Invitational Classic: 2008
- Sun Life Classic: 2009-2010